# God of War (videoigra, 2018)
God of War je akcijsko-pustolovska igra, ki jo je razvil Santa Monica Studio, izdal pa Sony Interactive Entertainment (SIE). Po vsem svetu je bila izdana 20. aprila 2018 za PlayStation 4 (PS4), različica za Microsoft Windows (PC) pa je izšla 14. januarja 2022. Igra je osmi del serije God of War, osmi del po kronološkem vrstnem redu in nadaljevanje igre God of War III iz leta 2010.
V nasprotju s prejšnjimi igrami, ki so delno temeljile na grški mitologiji, je ta del navdihnila nordijska mitologija, pri čemer se večina igre dogaja v starodavni Skandinaviji v kraljestvu Midgard. Prvič v seriji sta glavna junaka dva: Kratos, nekdanji grški bog vojne, ki ostaja edini igralni lik, in njegov sin Atrej (Atreus). Po smrti Kratosove druge žene in Atrejeve matere se odpravita na pot, da bi izpolnila njeno poslednjo željo po raztrosu njenega pepela na najvišjem vrhu devetih kraljestev. Kratos svojo težavno preteklost skriva pred Atrejem, ki se ne zaveda svoje božanske narave. Na njuni poti se spopadeta s pošastmi in bogovi nordijskega sveta.
Kreativni direktor Cory Barlog je igro opisal kot novo podobo franšize, glavna sprememba v igranju pa je, da Kratos namesto svojih značilnih dvojnih rezil pogosto uporablja čarobno bojno sekiro. V igri je uporabljena prosta kamera s čezramenskim pogledom, pri čemer je igra prikazana v enem samem posnetku, v nasprotju s fiksno kinematografsko kamero v prejšnjih delih. Igra vsebuje tudi elemente igranja vlog. Pri njenem razvoju je sodelovala večina ekipe razvijalcev prvotne igre in jo zasnovala tako, da je dostopna in prizemljena. Februarja 2018 je bila prek storitve Facebook Messenger izdana ločena kratka besedilna igra A Call from the Wilds, ki spremlja Atreja na njegovi prvi pustolovščini. Tri dni pred izidom igre God of War je bila na voljo spremljevalna aplikacija za pametne telefone z imenom Mímir's Vision, ki je vsebovala dodatne informacije o nordijskem okolju igre.
Igra God of War je bila vsesplošno priznana zaradi svoje zgodbe, zasnove sveta, umetniškega vodenja, glasbe, grafike, bojnega sistema in likov, zlasti dinamike med Kratosom in Atrejem. Številni recenzenti so menili, da je uspešno oživila serijo, ne da bi pri tem izgubila temeljno identiteto predhodnih iger. Prejela je številne odlične ocene recenzentov, s čimer se je z izvirno igro God of War (2005) izenačila kot najbolje ocenjena igra v seriji in kot ena najbolje ocenjenih iger za PlayStation 4 na spletišču Metacritic, ki beleži in povpreči ocene. Med drugimi nagradami in nominacijami je bila igra v številnih medijih in na podelitvah nagrad razglašena za igro leta. Igra je bila komercialno uspešna, saj je bilo v mesecu dni po izidu prodanih več kot pet milijonov izvodov, do novembra 2022 pa 23 milijonov, s čimer je postala najbolje prodajana igra za PlayStation 4 in tudi najbolje prodajana igra v seriji. Avgusta 2018 je izšla novelizacija, ki ji je sledila serija stripov, objavljena od novembra 2018 do februarja 2019. Nadaljevanje, God of War Ragnarök, je izšlo 9. novembra 2022 za PlayStation 4 in PlayStation 5.

## Igranje
God of War je tretjeosebna akcijsko-pustolovska videoigra. V igri je uporabljena prosta kamera s čezramenskim pogledom, kar je odmik od prejšnjih delov, ki so uporabljali fiksno kinematografsko kamero (z izjemo dvodimenzionalnega bočnega pogleda v igri Betrayal iz leta 2007). Filmsko je igra predstavljena v neprekinjenem posnetku, brez rezov kamere oz. t.i. loading screenov. Čeprav je prejšnji glavni del serije, Ascension (2013), v serijo uvedel večigralski način, je ta igra le enoigralska. Glede strukture sveta je režiser Cory Barlog dejal, da je »odprt, vendar to ni odprt svet.« Zaradi njene odprtosti se kasneje v igri odklene funkcija hitrega potovanja (fast travel). Plavanje, ki je bilo prisotno v prejšnjih igrah, je bilo ukinjeno; namesto tega igralci za premagovanje vodnih površin uporabljajo čoln. V nasprotju s prejšnjimi igrami, v katerih so igralci lahko kadar koli prosto skakali, lahko v tej igri skačejo le na določenih območjih, na primer na skalni steni ali polici.
V igri se igralci med drugim spopadajo s sovražniki iz nordijske mitologije, kot so vilinci teme (dark elves), wulverji in draugri ter gullveigi in povratniki, bitji, ki jih je popačila magija seiðr. Valkire se pojavijo kot neobvezni boss boji. Med številnimi stranskimi misijiami lahko igralci osvobodijo zaprte zmaje Fáfnirja, Otra in Reginna—škrate, ki so bili spremenjeni v zmaje—in se spopadejo s Hræzlyrom.
Igralec upravlja lik Kratosa, glavnega protagonista. Igranje se močno razlikuje od prejšnjih iger, saj je bilo v celoti preoblikovano. Glavna sprememba je, da Kratos kot privzeto orožje ne uporablja več svojega značilnega dvojnega rezila, rezil kaosa (Blades of Chaos). Namesto tega uporablja čarobno bojno sekiro, imenovano Leviatanska sekira (Leviathan Axe), ki je prepojena z ledeno magijo. Sekiro lahko vrže v sovražnike in jo s čarovnijo prikliče nazaj v roko, podobno kot Thor svoje kladivo Mjolnir. Večji sovražniki imajo natančno določene točke, ki jih lahko igralec z metanjem sekire zadane in tako začasno onesposobi sovražnika. Orožje lahko igralec vrže tudi v predmete v okolju, ki sprožijo uničujočo eksplozijo. Z njo lahko predmete in nekatere sovražnike zamrzne na mestu, kar omogoča reševanje ugank, dokler se sekire ne prikliče nazaj v Kratosovo roko. Sekira ima standardne lahke in težke napade.
Sčasoma jo je mogoče nadgraditi z runami, ki omogočajo magične runske napade, pri čemer je ena reža namenjena lahkim in druga težkim magičnim napadom. Tako imajo igralci na voljo različne možnosti, ki ustrezajo njihovemu slogu igranja. Drugo novo orožje, ki ga Kratos uporablja, je varuhov ščit (Guardian Shield). Ko ga ne uporablja, se zloži in je videti kot ščitnik na njegovi levi podlakti. Ob priklicu, se ga lahko uporabi v napadu ali obrambi, podobno kot zlato runo v prejšnjih igrah. Kratos uporablja tudi ročni boj, ki je bil prvotno predstavljen v igri Ascension. Rezila kaosa, ki so prepojena z ognjeno magijo, so pridobljena kasneje v igri s pomočjo zapleta in delujejo na podoben način kot v prejšnjih delih—gre za par rezil, pritrjenih na verige, s katerimi lahko Kratos maha v različnih manevrih. Orožje je mogoče nadgraditi z magičnimi runskimi napadi.
Tako kot v prejšnjih igrah je tudi tu na voljo sposobnost »bes« (Rage), ki se imenuje »špartanski bes« (Spartan Rage). Podobno kot v prejšnjih različicah ima sposobnost besa števec, ki se med bojem postopoma polni. S to sposobnostjo Kratos z močnimi napadi z golimi rokami namesto z orožjem močno poškoduje sovražnike. Igra vsebuje tudi elemente igranja vlog (RPG). Igralec lahko najde surovine za izdelavo oklepov, ki mu omogočajo izdelavo novih ali nadgradnjo obstoječih oklepov z boljšimi prednostmi. Igralci zbirajo tudi valuto, imenovano Hacksrebro (Hacksilver), ki je ključna sestavina za izdelavo in nakup novih predmetov. Točke izkušenj (XP) se uporabljajo za učenje novih bojnih veščin. V svetu igre igralci najdejo skrinje z naključnimi predmeti, kot so čari za izboljšanje oklepov in orožja ter valuto Hacksrebro. Na voljo sta tudi dva posebna predmeta, Idunina jabolka in rogovi krvave medice, ki povečata največjo dolžino merilnika zdravja oziroma besa. Te merilnike napolnijo zelene in rdeče krogle, ki jih spustijo poginuli sovražniki in jih je mogoče najti po vsem svetu igre. Hitri časovni dogodki so se v primerjavi s prejšnjimi igrami spremenili. Sovražniki imajo nad glavo dva merilnika, enega za zdravje (katerega barva označuje težavnost sovražnika) in drugega za omamo. Polnjenje merilnika za omamo pomaga premagati težje sovražnike. Ko je števec za omamo poln, se prikaže poziv za prijem. Kratos lahko sovražnika med drugim raztrga na pol ali ga zgrabi in vrže v druge sovražnike.
Čeprav se igro v celoti igra v vlogi Kratosa, lahko igralec včasih pasivno upravlja njegovega sina Atreja. En gumb je namenjen Atreju, njegova uporaba pa je odvisna od konteksta. Če igralec potrebuje pomoč, lahko na primer pogleda sovražnika, pritisne gumb in Atrej bo s svojim talonskim lokom izstrelil puščice na sovražnika. Puščice nimajo velikega vpliva na sovražnikovo zdravje, vendar povečajo števec za omamo. V igri Atrej pomaga v boju, pri prehodu, raziskovanju in reševanju ugank. Ko se spopade z večjim številom sovražnikov, odvrne pozornost šibkejših, medtem ko se Kratos bori z močnejšimi. Če se na Atreja zgrudi preveč sovražnikov, je za kratek čas omamljen, vendar ga ni mogoče omrtvičiti ali ubiti. Atrej pridobi tudi nove spretnosti, oklep in runske napade ter posebne svetlobne in udarne puščice za svoj talonski lok. Atrejevi runski napadi prikličejo različne spektralne živali z različnimi sposobnostmi. Eden na primer prikliče čredo volkov, ki napade sovražnike, drugi pa prikliče veverico Ratatoskr, ki koplje krogle za merilnike zdravja in besa.

## Povzetek

### Kraj in čas dogajanja
Prvih sedem iger je delno temeljilo na grški mitologiji, to igro pa je delno navdihnila nordijska mitologija. Dogaja se nekaj desetletij po igri God of War III (2010). V igri se lahko raziskuje šest od devetih kraljestev nordijske mitologije. Večina igre se odvija v starodavni Skandinaviji pred dobo Vikingov, v kraljestvu Midgard, ki ga naseljujejo ljudje in druga bitja. To je isto kraljestvo, v katerem obstaja grški svet. Med drugimi kraljestvi, ki jih je zgodba obiskala, so Alfheim, mistični dom vilincev teme in svetlobe, Helheim, ledena dežela mrtvih, in Jötunheim, gorata dežela velikanov. Med izbirnimi raziskovalnimi kraljestvi sta Niflheim, kraljestvo strupene megle z labirintu podobno strukturo nagrad, in ognjeno kraljestvo Muspelheim s šestimi preizkušnjami Muspelheima. Z opravljanjem vsake preizkušnje prejme igralec nagrade ter se s Kratosom in Atrejem približa vrhu velikega vulkana. 
Odin, vladar Asgarda in Azov, je preprečil dostop do ostalih treh kraljestev—Asgarda, kjer živijo bogovi Azi, Vanaheima, kjer živijo bogovi Vani, in Svartalfheima, kjer živijo škratje. V središču kraljestev je mitsko drevo Yggdrasil, ki povezuje vsa kraljestva. Čeprav je vsako kraljestvo drugačen svet, obstajata hkrati v istem vesolju. Potovanje v kraljestva in iz njih je mogoče z uporabo Bifrösta iz korenine Yggdrasila v templju v središču Deveterega jezera. Tempelj je ustvaril Týr, miroljubni bog vojne, ki je potoval v druge dežele in spoznaval njihove mitologije; pripovedovali so, da ga je dal Odin ubiti, saj naj bi menil, da Týr na skrivaj pomaga velikanom in ga bo skušal strmoglaviti.

### Liki
Glavna junaka v igri sta Kratos (Christopher Judge) in njegov sin Atrej (Sunny Suljic). Kratos je bojevnik iz Šparte, ki je postal grški bog vojne in je Zevsov sin. Ko je po vojni proti Olimpu pristal v starodavni Skandinaviji, je spoznal svojo drugo in zdaj že pokojno ženo Laufey (naslovljena kot Faye), ki je umrla iz neznanega razloga. Rodila jima je sina Atreja, ki ne pozna Kratosove preteklosti ali njegove božanske narave, vendar lahko sliši misli drugih bitij. Glavni antagonist je Azi bog Balder (Jeremy Davies), Thorov polbrat, ki mu pomagata sinova Modi in Magni (Nolan North in Troy Baker). Baldurjeva starša sta Odin, vrhovni bog in kralj Azov, ter boginja Vanov Freya (Danielle Bisutti), nekdanja kraljica Valkir. Freya je skušala zapustiti Odina, ker ga ni resnično ljubila. Ta ji je nato odvzel valkirina krila, jo pregnal v Midgard in jo uročil, da ni mogla škodovati drugim in zapustiti kraljestva. Svojo identiteto je nato skrivala pod vzdevkom Čarovnica iz gozda (Witch of the Woods). Da bi zaščitila sina pred prerokbo, ki mu je napovedovala smrt, je Freya na Baldurja vrgla urok nesmrtnosti, ki pa mu je poleg tega preprečil, da bi čutil bolečino ali užitek. Učinki uroka so povzročili, da je Baldur močno zasovražil svojo mater. Edina stvar, ki mu je lahko škodovala, je bila omela, kar je Freya skrivala.
Nastopajo tudi drugi liki, kot je Mimir (Alastair Duncan), ki trdi, da je najpametnejši živeči človek, ter brata Huldra—Brok (Robert Craighead) in Sindri (Adam J. Harrington)—škrata, ki se pojavita na različnih mestih sveta in pomagata Kratosu in Atreju s kovanjem nove opreme. Bogovi Azi so uporabljali orožje, ki sta ga skovala brata Huldra, vključno s Thorovim kladivom Mjolnir. Prav tako sta skovala Kratosovo Leviatansko bojno sekiro, ki je prvotno pripadala Faye, ki je Kratosu podarila tudi varuhov ščit. V igri se poleg tega pojavi duh grške boginje Atene (Carole Ruggier), Zevs (Corey Burton) pa se Kratosu v Helheimu prikaže kot iluzija.

### Zgodba
Mnogo let po porazu olimpijskih bogov Kratos zdaj živi s sinom Atrejem v kraljestvu Midgard. Po upepelitvi trupla svoje žene Faye se Kratos sooči z neznancem, ki ima božanske moči. Ko se spopadeta in Kratos neznanca navidezno ubije, se Kratos in Atrej odpravita na pot, da bi izpolnila Fayino poslednjo željo: raztrositi njen pepel na najvišjem vrhu v devetih kraljestvih. Na poti srečata prijazno Čarovnico iz gozda, ki v Kratosu prepozna boga.
Ko prispeta do Deveterega jezera, se srečata s prijazno Svetovno kačo, Jörmungandrom, zadnjim preostalim velikanom. Ko nadaljujeta pot in jima pot zapre nepremostljiva črna megla, se jima prikaže Čarovnica iz gozda ter jima naroči, naj z Bifröstom odpotujeta v Alfheim in si zagotovita njegovo svetlobo, da bi meglo ugasnila. Uspešno dosežeta vrh Midgarda in slišita pogovor med neznancem, ki ju je pred tem napadel—izkaže se, da je to Baldur, Odinov sin—in ujetim Mimirjem. Ko odide, se Kratos in Atrej spoznata z Mimirjem, ki razkrije, da je najvišji vrh devetih kraljestev v resnici v Jötunheimu, vendar so velikani do njega preprečili vsakršen dostop, da v njihovo kraljestvo ne bi vstopila Odin in Thor. Mimir pozna še en prehod, zato Kratosu naroči naj ga obglavi in mu glavo oživi pri Čarovnici iz gozda, katera je po vstajenju razkrita kot boginja Freya. Kratos ji zaradi dolgoletnega sovraštva do bogov takoj ne zaupa, vendar ga Freya in Mimir opozorita, da mora Atreju povedati o svoji pravi naravi.
Kratosa, Atreja in Mimirja v iskanju sestavin za odprtje portala Jötunheima napadeta Baldurjeva nečaka Magni in Modi. Ko Kratos Magnija ubije, Modi pobegne, a pozneje v zasedi ponovno napade trojico. Kratos njegov napad odbije, vendar Atrej zaradi protislovja boga, ki verjame, da je smrtnik, omedli, saj ga je premagala bolezen. Freya ponudi pomoč Atreju in Kratosu naroči, naj v Helheimu pridobi srce določenega trola, vendar ga opozori, da je njegova Leviatanska sekira, ki temelji na magiji ledu, v ledenem kraljestvu neuporabna. Kratos se vrne domov, da bi našel svoje staro orožje, ognjena rezila kaosa, pri čemer ga preganja Atenin duh. Ko dobi srce, ima strašljivo vizijo Zevsa, Mimir pa sestavi Kratosovo krvavo preteklost. Freya oživi Atreja in Kratos mu pove, da sta bogova. Atrej postaja vse bolj aroganten in v nasprotju s Kratosovimi ukazi umori oslabljenega Modija, ki ga je oče Thor pretepel, ker je pustil svojega brata Magnija umreti. Na vrhu Midgarda Kratosa in Atreja zasači Baldur, ki se spopade s Kratosom. Med bojem uničita portal do Jötunheima, skupina pa pade v Helheim.
Atrej se odkupi Kratosu in skupaj izvesta za družinsko razmerje med Freyo in Baldurjem ter za urok nesmrtnosti, ki ga je odvrgla nanj. Po vrnitvi v Midgard Mimir ugotovi, da obstaja še ena pot do Jötunheima, vendar za to potrebuje svoje manjkajoče oko. Ko ga dobijo iz Jörmungandrovega trebuha, ki ga je nehote pojedel skupaj s Thorovim kipom, jih znova napade Baldur, vendar posreduje Freya. Med bojem Baldurja prebode Atrejeva puščica iz omele, ki prekine Freyjin urok. Baldur je končno poražen; čeprav ima možnost, da se umakne, poskuša zadaviti Freyo in prisili Kratosa, da ga ubije. Žalujoča Freya priseže Kratosu maščevanje. Kratos Atreju končno pove o svoji preteklosti in o tem, kako je ubil svojega očeta, boga Zevsa. Atrej obžaluje ta krog nasilja, Kratos pa mu reče, da bi se morali učiti iz svojih izkušenj in ne ponavljati napak svojih predhodnikov. Molčeča Freya odide z Baldurjevim truplom, Mimir pa upa, da bo sčasoma sinovo smrt prebolela in spoznala, da je Kratos ravnal prav.
V Jötunheimu Kratos in Atrej odkrijeta tempelj s fresko, ki prikazuje njune dogodivščine in dokazuje, da so velikani, znani po svojem daru prerokovanja, napovedali njuno celotno potovanje. Poleg tega odkrijeta, da je bila Faye velikanka, ki se je odločila ostati v Midgardu, kar pomeni, da je Atrej pol velikan, četrt boga in četrt smrtnika. Prikazan je njun boj z Baldurjem, ki razkrije, da je ves čas lovil Faye in da je mati Atreja imenovala Loki. Kratos in Atrej izpolnita obljubo in raztrosita njen pepel na vrhu, od koder se razprostira pogled na dolino orjaških trupel velikanov. Nato Kratos Atreju razkrije, da je bil poimenovan po sočutnem špartanskem tovarišu. Po vrnitvi v Midgard ju Mimir opozori, da se je začel triletni Fimbulvetr, kar pomeni, da bo kmalu sledil Ragnarök.
Kratos, Atrej in Mimir se naposled vrnejo domov in se odpravijo spat. Atrej ima v sanjah vizijo, da jih bo ob koncu Fimbulvetrja obiskal Thor in se z njimi soočil.

### Citirana dela
- Barlog, James M. (28. avgust 2018). God of War – The Official Novelization. God of War (1. izd.). United States: Titan Books. ISBN 978-1-789-09014-7.
- Juba, Joe (Februar 2018). »Worshipping at New Altars: How Sony is Reinventing God of War«. Game Informer. Št. 298. Minneapolis, Minnesota: GameStop. str. 34–45.